# Shreeram Shankar Abhyankar
Shreeram Shankar Abhyankar (Ujjain, 22 de julio de 1930-2 de noviembre de 2012) fue un matemático indo-estadounidense conocido por sus aportaciones a la geometría algebraica. En el mismo momento de su muerte, ocupó la Cátedra Marshall Profesor Distinguido de Matemáticas en Universidad de Purdue, y también fue profesor de ciencias de la computación e ingeniería industrial. Es conocido por Conjetura de Abhyankar de la teoría de grupos finita.

## Carrera
Abhyankar nació en el seno de una familia  Chitpavan Brahmin. Consiguió la licenciatura en el Real Instituto de Ciencias de la Universidad de Mumbai en 1951, su máster y su doctorado en la Universidad de Harvard en 1952 y 1955 repsectivamente. Su tesis, escrita bajo la dirección de Oscar Zariski, se tituló Uniformización local en superficies algebraicas sobre campos de suelo modulares. Antes de marcharse a Purdue, fue profesor adjunto de matemáticas en la Universidad de Cornell y en la Universidad Johns Hopkins.
Abhyankar fue nombrado Profesor Distinguido Marshall de Matemáticas en Purdue en 1967. Sus temas de investigación incluyen la geometría algebraica (particularmente en la resolución de singularidades, un campo en el que hizo un progreso significativo sobre campos de característica finita), álgebra conmutativa, álgebra local, teoría de valoración, teoría de funciones de varias variables complejas, electrodinámica cuántica, teoría de circuitos, teoría invariante, combinatoria, diseño asistido por computadora y robótica. Popularizó la conjetura jacobiana.
Abhyankar murió de un problema cardíaco el 2 de noviembre de 2012 en su residencia cerca de la Universidad de Purdue.

## Publicaciones
- Abhyankar, Shreeram S. (1967). «Local rings of high embedding dimension». American Journal of Mathematics 89 (4): 1073-1077. JSTOR 2373418. MR 0220723. doi:10.2307/2373418.
- Abhyankar, Shreeram S. (1977). Lectures on expansion techniques in algebraic geometry. Tata Institute of Fundamental Research Lectures on Mathematics and Physics 57. Notes by Balwant Singh. Tata Institute of Fundamental Research. MR 0542446.
- Abhyankar, Shreeram S.; Moh, Tzuong-Tsieng (1975). «Incrustaciones de la línea en el plano». Journal für die reine und angewandte Mathematik 276: 148-166. MR 379502.
- Zariski, Oscar (1971). Algebraic surfaces. Ergebnisse der Mathematik und ihrer Grenzgebiete 61. Con apéndices de Shreeram S. Abhyankar, Joseph Lipman y David Mumford (Second supplemented edición). New York–Heidelberg: Springer-Verlag. MR 0469915.

## Honores
- Premio Herbert Newby McCoy de la Universidad de Purdue en 1973 .
- Miembro de la Academia de Ciencias de la India
- Miembro de la junta editorial del Indian Journal of Pure and Applied Mathematics
- Premio Chauvenet de la Asociación Matemática Estadounidense (1978)[6]
- Doctor Honoris Causa de la Universidad de Angers (29 de octubre de 1998)
- Miembro de la American Mathematical Society (2012)[7]